# SASS6
SASS6‏ (SAS-6 centriolar assembly protein) هوَ بروتين يُشَفر بواسطة جين SASS6 في الإنسان.